# 仲井間翁主 (尚灝王女)
仲井間翁主（1817年3月2日—？）是琉球國第二尚氏王朝一位王族。童名眞鶴金。她生於嘉慶二十二年正月十五日，是尚灝王的第三女，為尚灝王之妻史氏蘭室（前田阿護母志良禮）所生。
1836年10月25日（道光十六年丙申九月十六日），仲井間翁主出嫁給玉城御殿的第十二世當主向崇德（玉城按司朝敕），二人之間無嗣。1866年2月13日（同治四年乙丑十二月二十八日），尚健（伊江王子朝直）的第四子向敦（玉城按司朝知）奉旨成為玉城御殿的嗣子。
第十四代聞得大君仙德去世後，仲井間翁主繼任成為了第十五代聞得大君。